# Peinachorran
Peinachorran (Schots-Gaelisch: Peighinn a' Chorrain) is een dorp in de buurt van Camastianavaig op het eiland Skye in de Schotse lieutenancy Ross and Cromarty in het raadsgebied Highland.